# Capella (Ingenieurwesen)
Capella ist eine Open-Source-Anwendungssoftware für modellbasiertes Systems Engineering (MBSE). Sie implementiert Arcadia als Methode und wird bei der Eclipse Foundation gehostet. Capella bietet Werkzeuge für die grafische Modellierung von System-, Hardware- und Softwarearchitekturen, in Übereinstimmung mit den Prinzipien und Empfehlungen, die durch Arcadia vorgegeben sind. Es werden zudem alle Anforderungen der internationalen Norm ISO/IEC 15288 vollständig erfüllt.
Capella wird zur Modellierung komplexer und sicherheitskritischer Elemente bei der Entwicklung eingebetteter Systeme für Branchen wie Luft- und Raumfahrt, Transport, Industrieautomatisierung, Verteidigung, Energie, Gesundheitswesen, Schiffbau sowie Automobiltechnik verwendet.

## Entstehungsgeschichte
Capella wurde in den Jahren 2007 bis 2010 von der Thales Group und akademischen Projektpartnern konzipiert, mit ersten Prototypen in Projekten erprobt und von 2010 bis 2017 im „Polarsys“-Industriekonsortium (Thales, Airbus, Ericsson, Atos, Obeo und andere) fortgeführt. Seit 2017 wird es von der Open-Source Eclipse Community kontinuierlich weiterentwickelt und ausgebaut. Das Ziel besteht darin, zur Weiterentwicklung des modellbasierten Ingenieurwesens beizutragen, indem eine frei verfügbare Entwicklungsumgebung bereitgestellt wird, deren Ansatz auf Modellen und nicht auf Dokumenten basiert. Die Capella-Umgebung wird vom Prozess der Arcadia-Methode gesteuert. Prozessexperten aus verschiedenen technischen Ingenieurbereichen haben daraufhin eine einheitliche Sprache für die teamorientierte Modellierung von Architekturen definiert und das zugehörige Software-Werkzeug, Capella, spezifiziert.
Capella sollte eine Ergonomie bieten, die den Werkzeugen PowerPoint, Visio oder Excel ähnelt. Daher ist die resultierende Arbeitsumgebung so gestaltet, dass Ingenieure Modelle für ihre Systemarchitekturen konzipieren und definieren können, ohne generische Modellierungssprachen wie UML oder SysML lernen zu müssen. Da Capella auf der Arcadia-Methode basiert, führt es Ingenieure durch ihre erforderlichen Modellierungsaktivitäten, was generische Modellierungswerkzeuge im Allgemeinen nicht tun. Im Jahr 2015 wurde Capella als Eclipse-Open-Source-Projekt gestartet und 2019 ein vollwertiges Projekt der Eclipse Foundation.
Capella hat einen eigenen, ISO/IEC 15288-konformen Lebenszyklus. Eine Hauptversion, die neue Funktionen bereitstellt, wird jedes Jahr zum Jahresende ausgeliefert; Nebenversionen u. a. mit Fehlerbehebungen werden unterjährig bereitgestellt.

## Funktionsweise
Capella verfügt über ein eigenes Metamodell, das die Modellierkonzepte definiert, die der Benutzer in einem Capella-Projekt aktivieren kann. Der Benutzer erstellt ein Exemplar dieses Metamodells und kann dann das Modell aus verschiedenen Blickwinkeln durch Diagramme betrachten und editieren, je nach seinen Zielen. Ein Capella-Projekt besteht aus einem Modellteil („melodymodeller“) und einem Grafikteil („aird“).

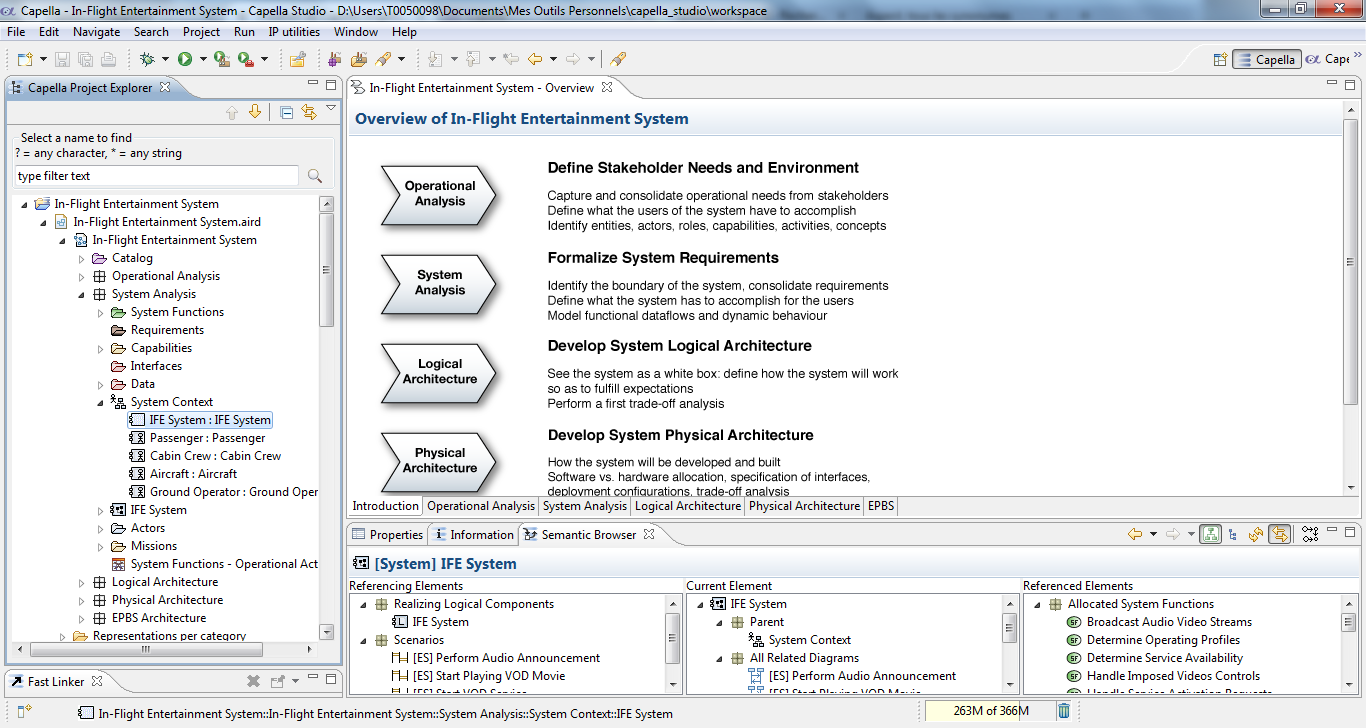
Workbench GUI

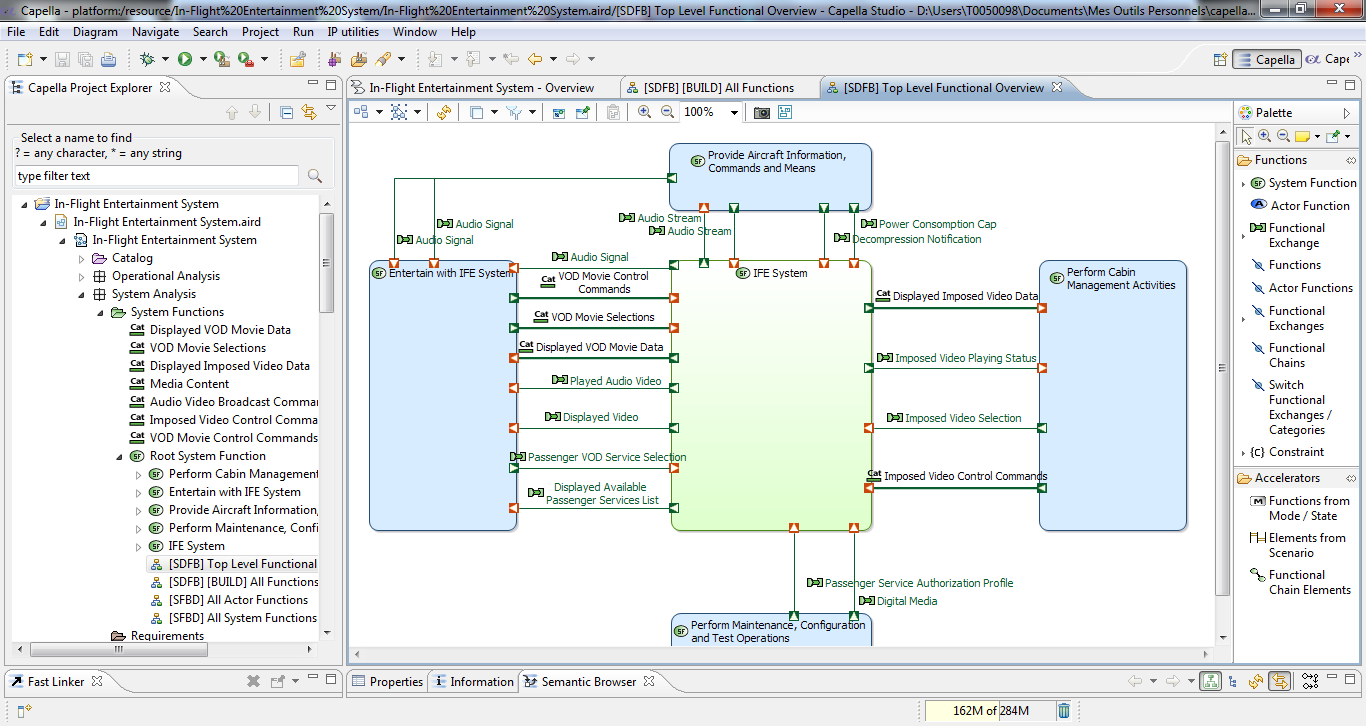
Diagramme mit Werkzeugsatz

### Benutzeroberfläche
Wenn ein Capella-Projekt erstellt wird, wird dem Benutzer die grafische Capella-Arbeitsoberfläche (Workbench-GUI) präsentiert. Es enthält verschiedene Bereiche:
- Der Bereich Methodischer Browser zeigt dem Benutzer gemäß den Konzepten der Arcadia-Methode die verschiedenen Konstruktionsphasen für die Architekturmodellierung; ebenso die Verknüpfungen zur Erstellung neuer Diagramme innerhalb der gegebenen Konstruktionsphase. Diese Ansicht erleichtert auch den Übergang zwischen Engineering-Phasen, um Verbindungen zwischen Phasen und zugehörigen Elementen herzustellen.
- Der Bereich Semantischer Browser bietet Werkzeuge zum Navigieren im Modell: Für jedes ausgewählte Element im Bereich „Projekt“ oder in einem Diagramm präsentiert dieser Bereich alle Referenzen für dieses Element, d. h. seine Kapazität oder Referenzbeziehungen und alle Diagramme, an denen das Element beteiligt ist.
- Der Bereich Projekt stellt die Baumstruktur des Capella-Modells dar und enthält alle vom Benutzer erstellten semantischen Elemente und Diagramme.
- Der Diagramm-Bereich stellt eine grafische Ansicht eines Auszugs des Modells dar und erlaubt dem Benutzer, das Modell zu bearbeiten. Der Benutzer kann Elemente erstellen, ändern oder löschen und auch die Organisation oder das Aussehen von Elementen im Diagramm ändern.
- Der Bereich Eigenschaften zeigt alle Eigenschaften eines ausgewählten Elements im Modell oder in einem Diagramm an.

### Funktionseigenschaften
Capella unterstützt und automatisiert gemäß dem Systems Engineering Book of Knowledge (SEBoK) des Internationalen Rates für Systems Engineering (INCOSE) und den Empfehlungen der deutschen INCOSE Sektion folgende Schritte im modellbasierten System-Entwicklungsprozess:
- Import und Synchronisierung von Anforderungen aus Requirements Management Werkzeugen wie Rational DOORS, Rational RequisitePro, Borland Caliber oder auch aus Office Dokumenten
- Erstellung von grafischen Modellen und Diagrammen unter Verwendung von standardisierten Notationen (UML, SysML, TOGAF, DoDAF, MODAF, UPDM) oder einer eigenen domänenspezifischen Sprache (DSL)
- Verknüpfung von Modellelementen mit (operativen) Anforderungen für Rückverfolgbarkeit und für Auswirkungsanalyse
- Modellierung von funktionalen Ketten[9] in der Architektur
- Grafische Validierung des Verhaltens auf Basis von Sequenzdiagrammen und Zustandsautomaten durch funktionale Szenarios
- Reverse Engineering und grafisches Refactoring für bestehende HW- und SW-Systembausteine durch deren Nach-Modellierung[10]
- Verknüpfung mit Werkzeugen zur Generierung von Simulationscodes, z. B. „Capella-MBSE-Connector“ zu „AnSys ModelCenter“[11]
- Optionale Testarchitektur- und Testfallerstellung sowie Verknüpfung mit Werkzeugen für die automatische Testdurchführung
- Optionale Anbindung an Test- und Qualitätsmanagement-Werkzeuge, um ein externes Testmanagement zu ermöglichen[12]
- Anbindung an Produkt-Lebenszyklus-Management-Werkzeuge für das Versionierungs- und Change-Management wie die von Siemens Digital Industries Software[13], Dassault Systèmes oder PTC
- Eigenes modellbasiertes diff-Merge Werkzeug mit Merge Funktion zur Einbindung in Versionierungswerkzeuge
- Teamkollaboration mit dem Add-on „Team-for-Capella“[14]
- Template-gesteuerte Reportgenerierung mit „Publication-for-Capella“[15]
- Python-basierte Datenextraktion mit py-capellambse[16] oder „Python4Capella“

## Diagramme
Capella unterstützt mehrere Diagrammtypen.

### Operationelle Anforderungen und Fähigkeiten
Fähigkeitsdiagramme stehen in allen Arcadia-Entwicklungsphasen zur Verfügung und eignen sich besonders für die operationelle Analyse und der Systembedarfsanalyse. Sie sind vergleichbar mit UML-Anwendungsfalldiagrammen und werden durch Datenflüsse, Funktionsketten und Sequenzdiagramme dargestellt.

### Operationelle Architektur
Diagramme der operativen Architektur werden in der operationellen Analyse verwendet. Diese erfasst die Zuordnung von operativen Aktivitäten zu operativen Entitäten. Operative Prozesse können als hervorgehobene Pfade dargestellt werden.

### Architekturdiagramme
Architekturdiagramme werden in allen Entwicklungsphasen von Arcadia verwendet. Ihr Hauptziel ist es, die Zuordnung von Funktionen zu Komponenten darzustellen. Funktionsketten können als hervorgehobene Pfade dargestellt werden. In der Systembedarfsanalyse enthalten diese Diagramme ein Feld, das das zu untersuchende System plus die Akteure darstellt.

#### Logische Architektur
In der logischen Architektur zeigen diese Diagramme die funktionalen Bausteine des Systems, die aus entsprechenden funktionalen Anforderungen entstehen. Diese werden als logische Komponenten bezeichnet.

#### Physische Architektur
In der physischen Architektur zeigen diese Diagramme die Zuordnung von verhaltens-orientierten Komponenten zu Implementierungskomponenten.

### Sequenzdiagramme und funktionale Szenarien
Capella bietet mehrere Arten von Sequenzdiagrammen mit vertikalen Sequenzlinien: Funktionsszenarien (Sequenzlinien sind Funktionen), Austauschszenarien (Sequenzlinien sind Komponenten/Akteure, während Sequenznachrichten Funktions- oder Komponentenaustausche sind), Schnittstellenszenarien (Sequenzlinien sind Komponenten/Akteure, während Sequenznachrichten Schnittstellenoperationen sind). Modi, Zustände und Funktionen können ebenfalls in diesen Diagrammen dargestellt werden.

### Modi und Zustände
Modi und Zustandsdiagramme sind UML-inspirierte Zustandsautomaten. Modi/Zustände/Übergänge können mit Funktionen, Funktionsaustausch, Schnittstellenoperationen usw. verbunden sein.

### Klassendiagramm
Capella bietet Mechanismen, um bitgenaue Datenstrukturen zu modellieren und sie mit funktionalem Informationsaustausch, Komponenten oder funktionalen Schnittstellen usw. zu verbinden.

### Beispiele

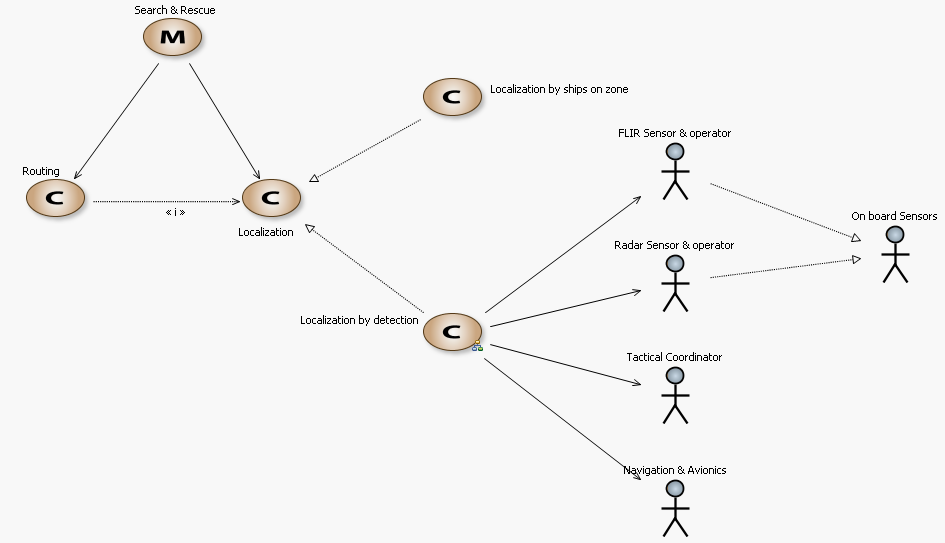
Operationelle Fähigkeiten
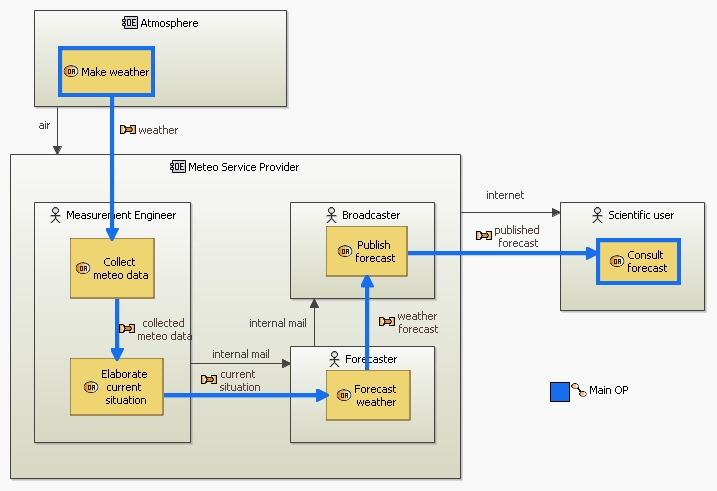
Operationelle Architektur
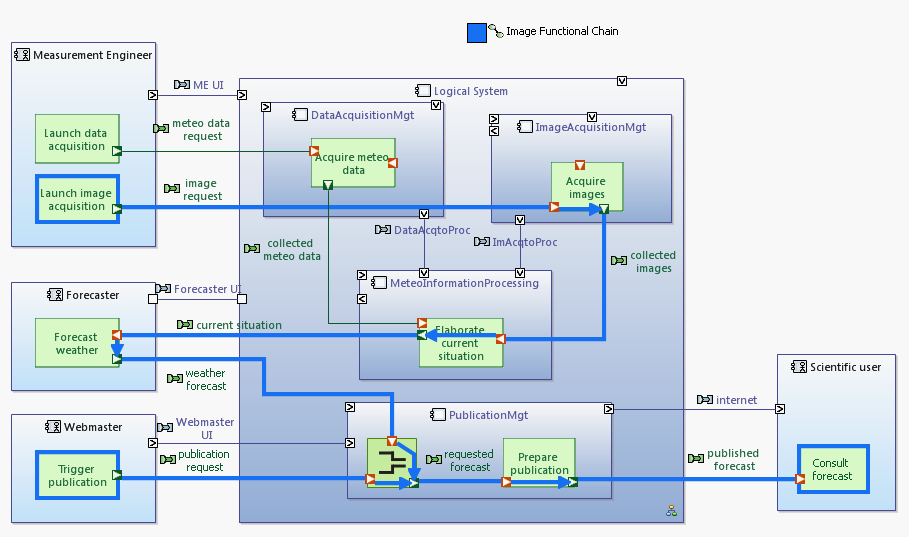
Logische Architektur
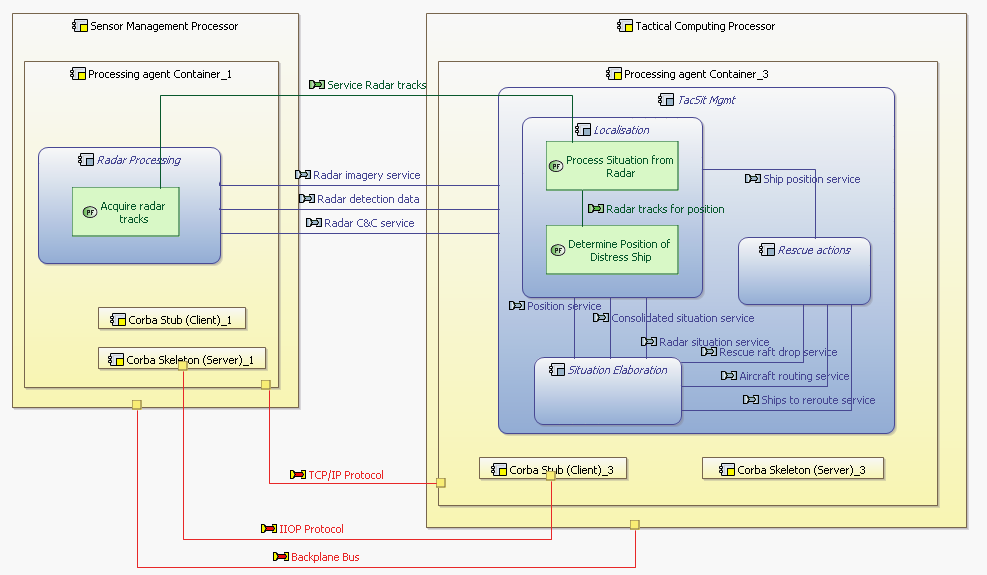
Physische Architektur
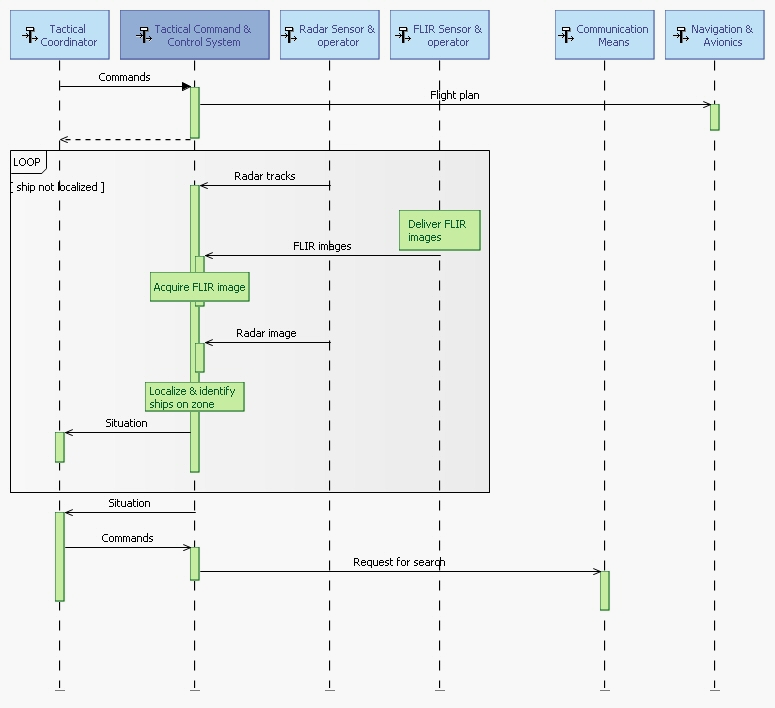
Funktionales Szenario
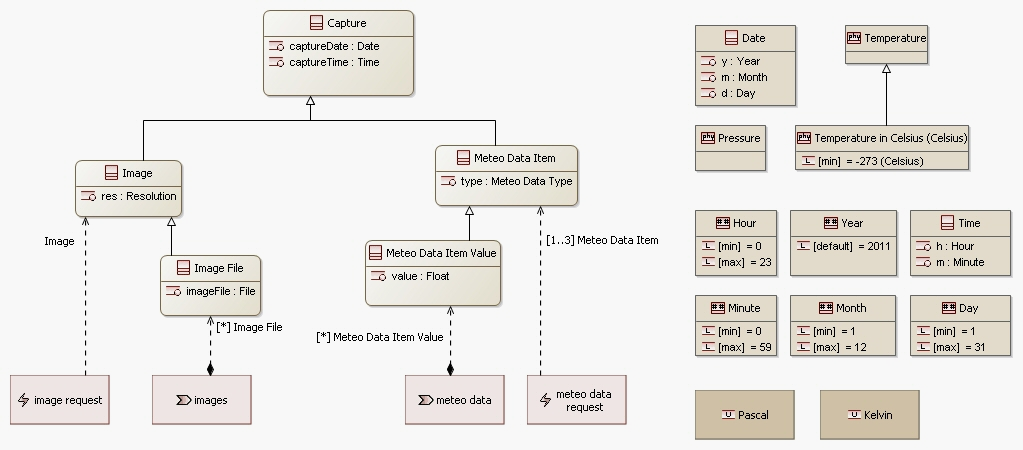
Klassendiagramm

## Erweiterbarkeit
Die Capella-Workbench kann gemäß dem in der Norm ISO/IEC 42010 definierten „Point of View“-Konzept für bestimmte Geschäftsanforderungen erweitert oder spezialisiert werden. Diese Erweiterungen teilen sich in drei Gruppen auf.

### Open Source Erweiterungen
Verschiedene Open Source Erweiterungen umfassen die Fähigkeit, neue Informationen speziell für einen bestimmten technischen Bedarf mit den zugehörigen Erweiterungen zu verwalten. Dazu gehören
- ein Mechanismus für Systemübergänge zu Subsystemen (System-to-Subsystem Transition – Erweiterung)
- Iterativer Import von Anforderungen aus einer ReqIF-Datei (Requirement Interchange Format / OMG Standard) und Werkzeuge, um Modellelemente mit Anforderungen zu verknüpfen.
- Generieren von MS-Word Dokumenten aus Capella Modellen mit der M2Doc-Erweiterung. M2Doc verwendet wysiwyg und anpassbare Word-Vorlagen, um Daten und Diagramme aus Modellen zu extrahieren und sie in einer docx-Datei anzuzeigen.
- Management nichtfunktionaler Eigenschaften wie Zeitbeschränkungen für die Leistungsanalyse
- Management von Systemkomponenten mit Beschränkungen in Bezug auf Sicherheit
- Spezifische Berücksichtigung von Cyber-Sicherheitsbedarfen (DARC-Erweiterung)
- Berücksichtigung von Kosten für die Kostenanalyse (Basic Price Viewpoint-Erweiterung)
- Berücksichtigung von Parametern wie Masse und weiteren Nutzer-spezifischen Parametern (PVMT-Erweiterung)
- Die Fähigkeit, den technischen Ansatz mit verschiedenen architektonischen Stilen zu spezifizieren

### Kommerzielle Erweiterungen
Verschiedene kommerzielle Erweiterungen sind gegen Lizenzgebühren von den jeweiligen Herstellern erhältlich:
- Ansys ModelCenter – Capella MBSE Connector ermöglicht es Capella-Benutzern, ihre Modelle im Ansys ModelCenter zu integrieren. Diese Integration ermöglicht es ihnen, ein beliebiges technisches Analysewerkzeug (Tabellenkalkulationen, Skripte, jedes COTS-Simulationstool) zu verwenden, um die Erfüllung von Anforderungen zu überprüfen.
- Publication for Capella bietet eine Integration zwischen Capella und OSLC-konformen Repositories (Polarion, Doors Next, Jazz Platform, …). Es ermöglicht die Verwaltung von Anforderungen, Aufgaben, Tickets, Testfällen und weiteren Elementen im Softwareentwicklungsprozess.
- SysML Bridge for Capella transformiert Capella-Modelle in SysML (und umgekehrt) nach Regeln, die an ihren Kontext angepasst werden können.[19]
- System Modeling Workbench (SMW) for Teamcenter ist eine Integration mit Teamcenter, einer Produktlebenszyklus-Software von Siemens. Die Erweiterung ermöglicht die Verknüpfung von Systemmodellen mit Anforderungen in einer produktintegrierten und interdisziplinären Umgebung bis in die Fertigung und Montage. Dies schafft den interdisziplinären digitalen Zwilling, der es System-Entwicklern ermöglicht, die Auswirkungen ihrer Entscheidungen so früh wie möglich zu erkennen.
- Team for Capella ermöglicht Benutzern die Zusammenarbeit an gemeinsam genutzten Modellen und Darstellungen. Die Modelle und ihre Darstellungen werden auf einem gemeinsam genutzten Server gespeichert.

### Capella Labs Erweiterungen
Labs-for-Capella zielt darauf ab, dem Eclipse-basierten Capella-Ökosystem einen Kreativitäts- und Innovationsraum zu bieten für die Entwicklung von Capella-Erweiterungen und zugehörigen Prototypen.
- Nutzung von Python für die Datenextraktion mit der „Python4Capella“-Erweiterung. Diese Fähigkeiten mit Python sind besonders für die KI-gestützte Erzeugung von Capella-Systemmodellen von Bedeutung, da Python mit Capella bidirektional zusammenarbeitet. Hierdurch können z. B. KI-basierte Chatbots wie ChatGPT bei der Modellkonstruktion unterstützen.
- Das "Bridge-Capella-EA" Addon bietet eine Brücke, um Capella-Modelle in UML-Modelle von Enterprise Architect umzuwandeln.
- "DSM4Capella" ermöglicht es, eine logische Architektur zu erhalten durch Anwendung der Design Structure Matrix. Diese Erweiterung wird verwendet, um Schnittstellen systematisch zu identifizieren, zu entwerfen und zu analysieren.

## Vergleich mit anderen Werkzeugen für modellbasiertes Systems Engineering
Capella ist auf der Bestenliste der Software-Werkzeuge für die Systems Modeling Language (SysML) aufgeführt. Desgleichen findet sich Capella auf der englischen Wikipedia-Seite für SysML-Software. Ein Ranking wird dort nicht vorgenommen.
Eine Vergleichsanalyse zu MBSE-Plattformen (mit Bezug auf Capella-Version 2 von 2018) findet sich in einer Masterarbeit der TU München, allerdings mit begrenzter Aussagekraft für die aktuelle Capella-Version mit mehr Funktionalitäten. Gemäß dieser Vergleichsanalyse bietet Capella insgesamt eine leistungsstarke und kosteneffektive Lösung für Organisationen, die eine MBSE-Plattform benötigen. Dabei ist es wichtig, die spezifischen Anforderungen und Bedürfnisse der Anwender zu berücksichtigen.

### Vorteile von Capella
1. Offene Architektur: Capella erlaubt es, eigene Erweiterungen zu entwickeln.
2. Kosten: Capella ist eine Open-Source-Software und somit kostenlos erhältlich.
3. Flexibilität: Capella unterstützt verschiedene Modellierungsdiagramme und -techniken sowie die Definition eigener Modellierungssprachen.
4. Integration: Capella kann in andere MBSE-Werkzeuge integriert werden, um eine nahtlose Zusammenarbeit im gesamten Systemlebenszyklus zu ermöglichen.
5. Community-Support: Capella verfügt über eine aktive Community, die Benutzern Unterstützung und Ressourcen zur Verfügung stellt.

### Nachteile von Capella
1. Funktionen: Im Vergleich zu kommerziellen MBSE Systemen bietet Capella eingeschränkte Funktionen. Ziel ist es jedoch, diesen Abstand schrittweise zu verringern.
2. Schulung und Support: Da Capella eine Open-Source-Software ist, kann der Schulungsaufwand höher und der Support eingeschränkter sein als bei kommerziellen Lösungen. Dies kann bedeuten, dass es etwas länger dauert, Probleme zu beheben.

## Testberichte
International finden sich Testberichte beim Institute of Electrical and Electronics Engineers (IEEE). In Deutschland gibt es ein Info-Portal namens „SE-Trends“, das wöchentlich mit Reviews über aktuelle Entwicklungen zu Methoden, Projekten und Software-Werkzeugen im Bereich des Systems Engineerings evaluierend berichtet, so auch über Capella und Arcadia. Dort finden sich mehrere Testberichte:
| Datum      | Quelle    | Testbericht                                                                      | Fokus                                                           | Verfasser                         |
| ---------- | --------- | -------------------------------------------------------------------------------- | --------------------------------------------------------------- | --------------------------------- |
| 29.08.2021 | IEEE      | Modeling a UAV in Practice: A Comparison between Rhapsody and Capella            | Arcadia, Capella, Rational Rhapsody, UAV                        | Lorraine Brisacier-Porchon et al. |
| 29.08.2019 | SE-Trends | Erste Schritte mit Capella                                                       | Arcadia, Capella, Einführung, Werkzeuge                         | Michael Jastram                   |
| 26.09.2019 | SE-Trends | Ist Open Source ein gangbarer Weg im Systems Engineering?                        | Capella, Eclipse, Papyrus                                       | Michael Jastram                   |
| 24.05.2019 | SE-Trends | Trends in Capella                                                                | Capella, Interoperabilität, Security, System of Systems, Trends | Michael Schäfer                   |
| 15.08.2018 | SE-Trends | Modellierung mit ARCADIA als Methode und Capella als Tool während eines Angebots | Angebotsphase, Arcadia, Capella, Modellierung                   | Michael Schäfer                   |
| 26.09.2015 | SE-Trends | Was ist PolarSys?                                                                | Capella, Eclipse, Industrial Work Group, Papyrus, PolarSys      | Michael Jastram                   |

## Kompatibilität
Capella wird auf Umgebungen unterstützt, auf denen Java 7 oder höher läuft, darunter diverse Linux-Distributionen, Mac OS X und Microsoft Windows.

## Technische Basis
Die neueste Version von Capella basiert auf folgenden Softwarekomponenten:
- Eclipse Rich Client Platform, auf der teilweise auch die bekannte Eclipse (IDE) basiert
- Eclipse Sirius
- Eclipse Kitalpha, einer Umgebung für modellbasiertes Engineering der PolarSys Industry Working Group und der Eclipse Foundation[28]
- Eclipse Modeling Framework (EMF) Diff / Merge, eine Diff/Merge-Komponente für Modelle[29]

## Verbreitung, Einsatzbereiche und Projekte
Da bei kostenlos angebotener Open-Source-Software Verkaufszahlen fehlen, ist es schwierig, den Verbreitungsgrad im Vergleich zu Konkurrenzprodukten zu ermitteln.
Arcadia wird gemeinsam mit Capella in einer ganzen Reihe von Branchen eingesetzt. Fallbeispiele beschreiben Arcadia/Capella-Projekte bei Thales in Australien, der Deutschen Bahn, UK Atomic Energy Authority, Rolls-Royce, Ariane Group, CNES, Autonomous Train Projekt, Framatome und Continental Automotive. Die European Space Agency (ESA) ist ebenfalls ein Arcadia/Capella Nutzer. Zu den Projekten zählen auch komplexe Bahnprojekte wie im Bereich der Leit- und Sicherungstechnik für Eisenbahnen in Nordeuropa und das Projekt SmartRail 4.0 der europäischen Bahngesellschaften.
Ein anderer Anwendungsbereich ist das MBSE-Explorationsprojekt mit Arcadia und Capella bei ASML, dem größten Hersteller für Mikroelektrionik-Herstellungsmaschinen ASML. Darüber hinaus werden Arcadia und Capella bei einer Vielzahl von industriellen Akteuren eingesetzt. Siemens hat gemeinsam mit OBEO Arcadia und Capella in das Produktportfolio von Siemens Digital Industries Software integriert.
Einmal jährlich wird auf den Capella Days über neue Arcadia/Capella Projekte aus allen Teilen der Welt berichtet. Zusätzlich finden in regelmäßigen Abständen Webinare statt, wo über Spezialthemen vorgetragen wird.
Eine deutsche Capella-Original-Einführung findet sich auf der Capella-Webseite. Auf YouTube können fast alle bisherigen Capella-Webinare und Trainingsmodule angeschaut werden.
Systems Engineering Methoden und Software werden in der Regel nicht in der allgemeinen deutschen Computer-Fachpresse behandelt, wo eher Produkte wie Apps für Konsumenten im Vordergrund stehen. Werkzeuge für Systems Engineering und die Konzeption komplexer Systeme sind für den normalen Verbraucher in seinen täglichen Tätigkeiten nicht relevant. Dagegen findet sich bei Fachverlagen zum Thema Systems Engineering wie Springer und Elsevier zahlreiche Literatur, in denen Capella und Arcadia erwähnt werden.

## Präsentation auf Fachkonferenzen
Capella und die Arcadia-Methode wurden sowohl auf den jährlichen „Capella Days“ sowie auf einer Vielzahl von weiteren Veranstaltungen und Fachkonferenzen weltweit vorgestellt und entsprechend veröffentlicht. Hier sind zunächst die „Capella Days“ Veranstaltungen seit 2017 aufgeführt:
| Konferenz         | Titel                                                                                            | Datum         | Ort       |
| ----------------- | ------------------------------------------------------------------------------------------------ | ------------- | --------- |
| Capella Days 2022 | More experiences of successful industrial deployments of Capella                                 | 15. Nov. 2022 | Online    |
| Capella Days 2021 | The experience of industrial adopters who have successfully deployed Capella in various projects | 15. Nov. 2021 | Online    |
| Capella Days 2020 | Industrial MBSE case-studies with Capella                                                        | 12. Okt. 2020 | Online    |
| Capella Day 2019  | Successful Deployment of Capella                                                                 | 16. Sep. 2019 | München   |
| Capella Day 2018  | The Status of Capella                                                                            | 16. Mär. 2018 | Stuttgart |
| Capella Day 2017  | Why are Arcadia and Capella relevant for MBSE?                                                   | 20. Jun. 2017 | Toulouse  |

Darüber hinaus wurden Capella und sein Anwendungseinsatz auf einer Vielzahl von Veranstaltungen weltweit präsentiert:
| Konferenz                                       | Titel | Datum         | Ort                       |
| ----------------------------------------------- | --- | ------------- | ------------------------- |
| 32. INCOSE IS2022                               | Modelling Systems of Systems Without Drowning: Using ISO 24641-Compliant ARCADIA Methodology                                 | 25-30/06/2022 | Detroit                   |
| 31. INCOSE IS2021                               | What if we're (really) doing MBSE                                                                                            | 17-22/07/2021 | Online                    |
| SiriusCon 2020                                  | Realization of Model-Based Safety Analysis and Integration with Capella                                                      | 18/06/2020    | Online                    |
| 29. INCOSE IS2019                               | Augmenting requirements with models to improve the articulation between system engineering levels and optimize V&V practices | 25-29/07/2019 | Orlando                   |
| 28. INCOSE IS2018                               | Architecture Design of Nuclear Power Plants Systems through Viewpoints-based Systems Analysis                                | 07-12/07/2018 | Washington, D.C.          |
| 27. INCOSE IS2017                               | Modeling system modes, states, configurations with Arcadia and Capella: method and tool perspectives                         | 15-20/07/2017 | Adelaide                  |
| SiriusCon 2016                                  | Collaborative modeling with Capella and Sirius                                                                               | 15/11/2016    | Paris                     |
| 26. INCOSE IS2016                               | Simplifying (and enriching) SysML to perform functional analysis and model instances                                         | 18/06/2016    | Edinburgh                 |
| EclipseCon France                               | Hands-On Systems Modeling with ARCADIA / Capella                                                                             | 07/06/2016    | Toulouse                  |
| Dutch Eclipse Day                               | Model-based engineering with Capella: Status and perspectives                                                                | 18/04/2016    | Eindhoven                 |
| EclipseCon North America                        | Mars exploration guided by PolarSys                                                                                          | 07/03/2016    | Reston                    |
| ERTS                                            | MBSE with ARCADIA Method and Capella Tool                                                                                    | 27/01/2016    | Toulouse                  |
| MODELS                                          | CLARITY: Open-Sourcing the Model-Based Systems Engineering Solution Capella                                                  | 29/09/2015    | Ottawa                    |
| SPLC                                            | Tooling Support for Variability and Architectural Patterns in Systems Engineering                                            | 23/07/2015    | Nashville                 |
| MODELS                                          | CLARITY: Open-Sourcing the Model-Based Systems Engineering Solution Capella                                                  | 29/09/2015    | Ottawa                    |
| 25. INCOSE IS2015                               | Implementing the MBSE Cultural Change: Organization, Coaching and Lessons Learned                                            | 14/07/2015    | Seattle                   |
| 25. INCOSE IS2015                               | From initial investigations up to large-scale rollout of an MBSE method and its supporting workbench: the Thales experience  | 14/07/2015    | Seattle                   |
| EclipseCon France                               | Capella time-lapse: A system architecture model in 30 minutes                                                                | 25/06/2015    | Toulouse                  |
| EclipseCon France                               | Systems Modeling with the ARCADIA method and the Capella tool                                                                | 24/06/2015    | Toulouse                  |
| Nouvelle France Industrielle                    | Presentation of Clarity and Capella to Emmanuel Macron                                                                       | 18/05/2015    | École des Mines of Nantes |
| EclipseCon North America                        | Capella time-lapse: A system architecture model in 30 minutes                                                                | 12/03/2015    | San Francisco             |
| EclipseCon Europe                               | Capella on the field: Model-based system engineering use cases                                                               | 29/10/2014    | Ludwigsburg               |
| Model-Based System Engineering (MBSE) Symposium | The Challenges of Deploying MBSE Solutions                                                                                   | 28/10/2014    | Canberra                  |
| Model-Based System Engineering (MBSE) Symposium | Arcadia and Capella in the Field                                                                                             | 27/10/2014    | Canberra                  |
| EclipseCon France                               | Arcadia / Capella, a field-proven modeling solution for system and software architecture engineering                         | 19/06/2014    | Toulouse                  |
| EclipseCon North America                        | Arcadia / Capella, a field-proven modeling solution for system and software architecture engineering                         | 20/03/2015    | San Francisco             |
| Complex Systems Design & Management (CSDM)      | Model-Based Collaboration for System, Software and Hardware Engineering                                                      | 04/12/2013    | Paris                     |

## Ähnliche Software-Anwendungen für Modell-basiertes Systems Engineering

### Open Source
- Papyrus 4 SysML
- TOPCASED
- Modelio SysML-Designer

### Proprietär
- Rational Rhapsody von IBM
- Enterprise Architect von Sparx Systems
- Innovator von MID
- Visual Paradigm
- PTC Windchill Modeler